# Constant de Copeland-Erdős
La Constant de Copeland-Erdős és una constant definida com la concatenació de "0," amb l'expressió decimal dels nombres primers en ordre creixent. Rep el nom dels matemàtics Arthur Herbert Copeland i Paul Erdős, que demostraren que és una constant 10-normal. Aproximadament pren el valor
0,235711131719232931374143…
Aquest és un nombre irracional, fet que pot provar-se de maneres prou diverses: com a conseqüència directa del Teorema de Dirichlet de les progressions aritmètiques, a conseqüència del Teorema de Ramaré o immediatament a partir de la demostració de la seva 10-normalitat. La seva expressió en forma de fracció contínua és [0; 4, 4, 8, 16, 18, 5, 1, …].

## Definició formal
El valor exacte de la constant és
{\displaystyle \displaystyle \sum _{n=1}^{\infty }p_{n}10^{-\left(n+\sum _{k=1}^{n}\lfloor \log _{10}{p_{k}}\rfloor \right)}}
on {\displaystyle {\{p_{n}\}}_{n\in \mathbb {N} }} és el conjunt creixentment ordenat de nombres primers.

## Normalitat
La normalitat en base 10 (també anomenada 10-normalitat) d'aquesta constant fou demostrada l'any 1946 pels matemàtics que donen nom a aquesta constant, Arthur Herbert Copeland i Paul Erdős. D'aquesta propietat se'n desprèn que es tracta d'una constant irracional.